# Ultrahög frekvens

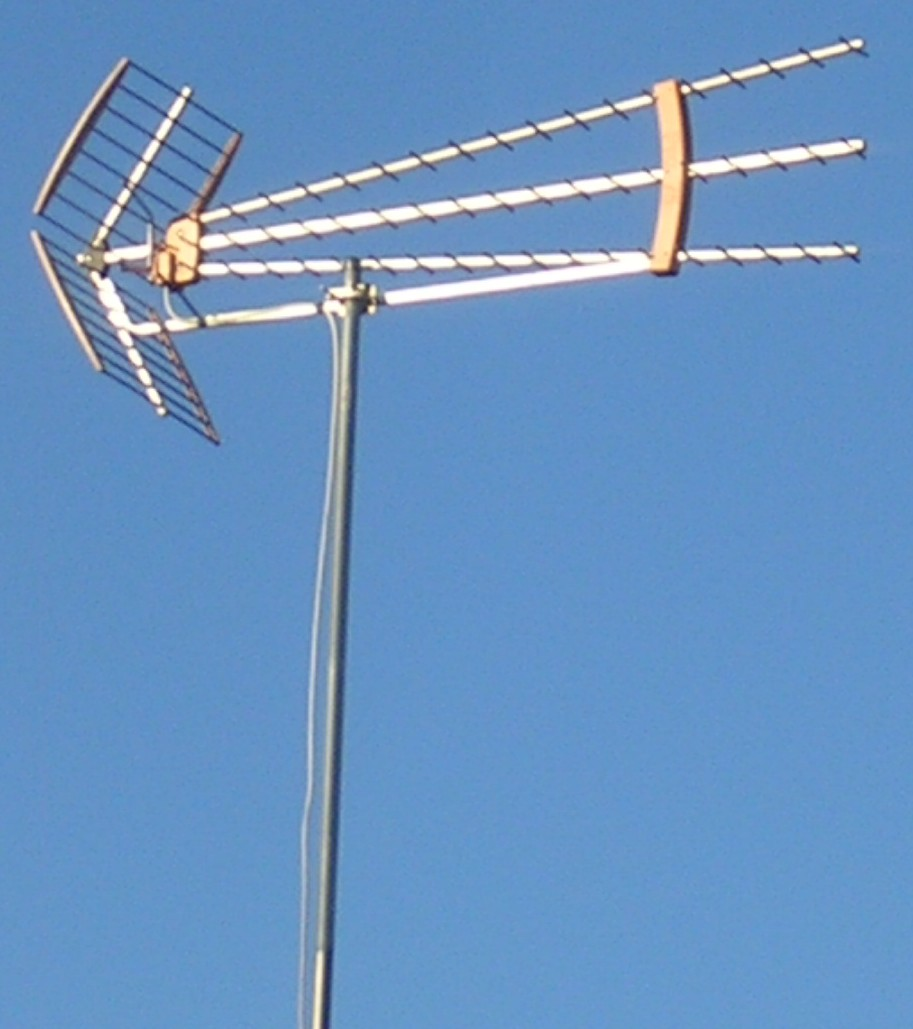
En tv-antenn för mottagning av UHF-signaler.

Ultra High Frequency (UHF) (ultrahög frekvens) är radiovågor med frekvenser mellan 300 MHz och 3 GHz det vill säga våglängder mellan 1 m och 1 dm. Sammanfaller delvis med mikrovågsbandet. En betydande del av UHF-bandet används till television och mobiltelefoni. UHF-bandet är även känt som decimeterbandet eller decimetervågor.
När TV2 i Sverige påbörjade sina sändningar i december 1969 skedde det på UHF-bandet, och man var tvungen att skaffa en "TV2-tillsats", en kompletterande mottagare för det nya bandet, för att kunna se kanalen.